# Formation aux premiers secours
Ne doit pas être confondu avec Formation de base aux premiers secours.
Pour les articles homonymes, voir FPS.

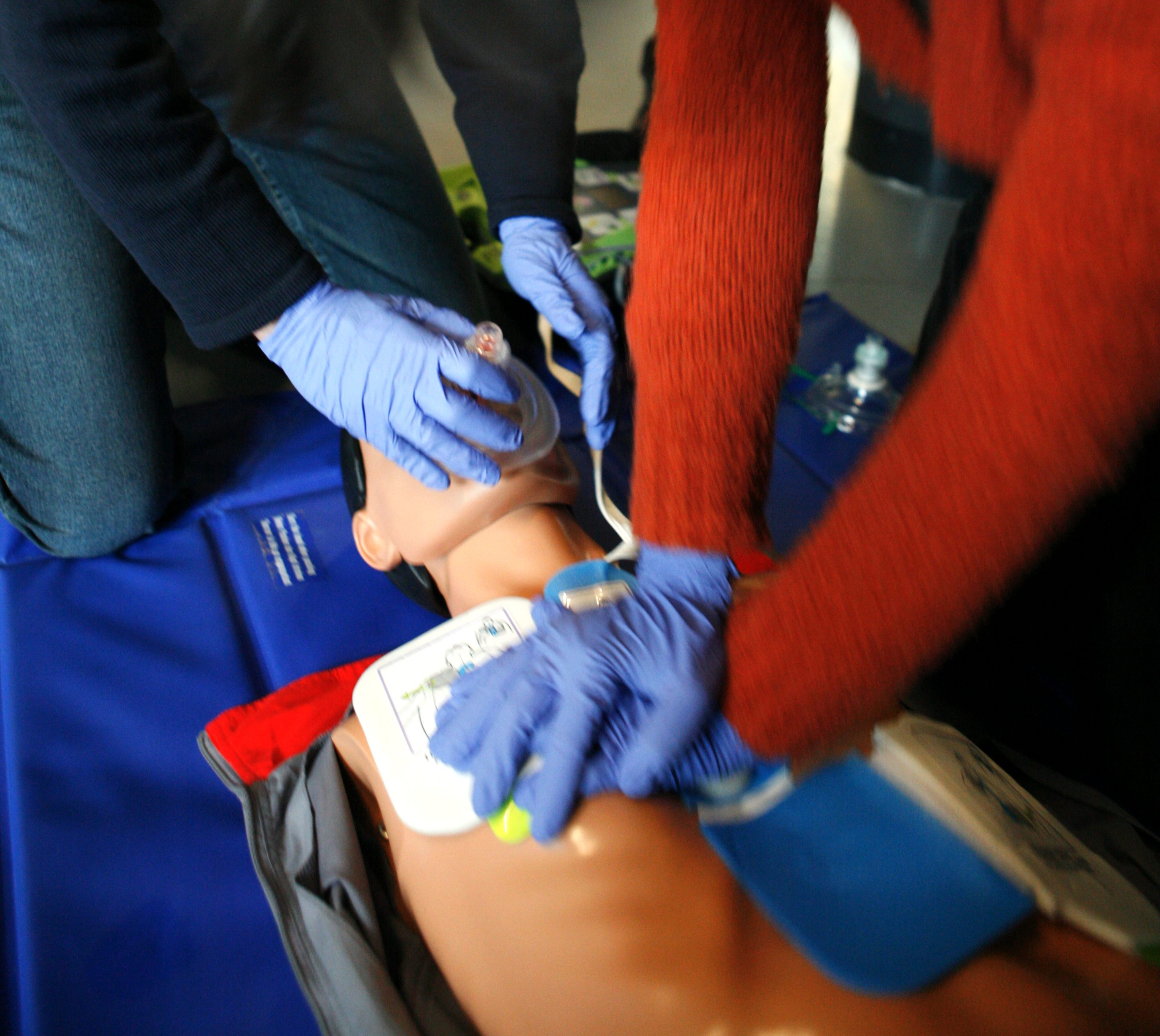
Formation aux premiers secours réalisée sur un mannequin.

Une formation aux prompts secours est une formation destinée à permettre à une personne d'intervenir en équipe et avec du matériel sur un malaise ou un accident, en effectuant des actes de prompt secours, c'est-à-dire ne comprenant pas d'administration de médicament ni de geste invasif (pas de piqûre ni d'introduction de dispositif dans la bouche, sauf exception). Une personne effectuant le rôle de prompts secours est appelée secouriste-ambulancier ou simplement secouriste.
Les anglophones, ainsi que certains pays non-anglophones (comme l'Italie et la Suisse), utilisent le terme basic life support (BLS), du nom de la formation aux États-Unis.

## Par pays

### Belgique
Pour exercer la profession de secouriste-ambulancier dans le cadre de l'aide médicale urgente, il faut être titulaire d'un brevet. Les formations pour obtenir le Brevet de secouriste ambulancier (BSA) sont organisées par des centres de formation et de perfectionnement. En Belgique, il en existe un par province. Ces centres sont supervisés par les Commissions d’aide médicale urgente (COAMU), instituées sur base provinciale par l’arrêté royal du 10 août 1998 (Moniteur belge du 2 septembre 1998),. Pour dispenser les formations, les centres doivent utiliser un manuel publié par le SPF Santé publique.
La durée d'une formation est de 160 h (120 h de cours + 40 h de stages). Le public ciblé est le personnel ambulancier participant à l'aide médicale urgente officielle (Service 100). Aucun prérequis. Cette formation définie par le Service public fédéral Santé publique est dispensée par les Écoles provinciales d'aide médicale urgente. Le brevet est valable 5 ans. Chaque année, le secouriste-ambulancier doit suivre une formation permanente de 24 h. Si l'évaluation est positive, son brevet et renouvelé pour une nouvelle période de 5 ans.

### États-Unis
Aux États-Unis, la formation de secourisme, sans autre matériel qu'un défibrillateur est le basic life support (BLS).
La formation Stop the Bleed, proposée à plus de 4 millions de personnes dans le monde (données issues du site web officiel de Stop the Bleed), est une formation grand public. Elle a pour objectif de former le plus grand nombre au comportement a adopter notamment face à des blessures par balles, au vu du nombre important de fusillades ayant lieu chaque année dans le pays.

### France

#### Histoire

Organisation des formations de 1978 à 1991.

Nomenclature des formations après la réforme de 2007.

##### Dispositif en 1977
Initialement, le « brevet national de secourisme » (BNS, 30 h) contenait des notions de secourisme en équipe et avec matériel (pose d'attelle, brancardage), et était complété par la mention « ranimation » (Rani, 30 h), terme introduit pour distinguer les manœuvres des secouristes de la ré-animation médicale. Le BNS comporte également une mention « secours routier » (SR) et « sauvetage-déblaiement » (SD).
Il existe également une formation grand public de quelques heures, appelée « gestes élémentaires de survie » (GES).

##### Réforme de 1991
Le 19 octobre 1988, la Commission nationale du secourisme valide la réforme issue des travaux de sa sous-commission pédagogique. Cela aboutit en 1991 à la suppression du BNS et de sa mention réanimation, remplacés par l'attestation de formation aux premiers secours (AFPS), l'attestation de formation complémentaire aux premiers secours avec matériel (AFCPSAM) et le certificat de formation aux activités des premiers secours en équipe (CFAPSE). Le BNS donne l'équivalence de l'AFPS (formation de base de 12 h) et le BNS mention Ranimation donne l'équivalence du CFAPSE (50 h). L'obtention du CFAPSE est obligatoire pour les personnes admises dans une équipe appelée à participer aux secours organisés sous le contrôle des autorités publiques (maire, préfet). Le CFAPSE est également requis pour pouvoir devenir instructeur national de secourisme (INS), excepté à l'Éducation nationale qui dispose d'une dérogation. L'AFCPSAM est le prérequis pour passer le brevet de sauvetage aquatique (BNSSA), même si de nombreux organismes demandent d'avoir le CFAPSE.
Outre l'actualisation des techniques, la nouvelle formation est centrée sur les gestes et ne comprend plus de notion théorique ni d'anatomie. L'AFCPSAM est en fait composée de certains modules du CFAPSE. On peut donc passer l'AFCPSAM, puis le compléter par le CFAPSE, ou bien passer directement le CFAPSE. Pour passer l'AFCPSAM et le CFAPSE, il faut avoir 16 ans et être titulaire du brevet national de premiers secours (BNPS, examen « officialisant » l'obtention de l'AFPS), puis simplement de l'AFPS après la suppression du BNPS en 1997. La formation est assurée par deux moniteurs, titulaires du BNMPS et du CFAPSE.
L'AFCPSAM est délivrée en contrôle continu par les moniteurs, tandis que le CFAPSE fait l'objet d'un examen organisé par la préfecture, et dont le jury comprend entre autres un représentant de la préfecture et un médecin. La référence officielle, utilisée par le moniteur, est un ensemble de fiches cartonnées (14,7 × 22,8 cm2 recto-verso), les Fiches pédagogiques et techniques éditées par un éditeur privé, France-Sélection, et dont la reproduction est interdite.
Pour pouvoir participer aux opérations de secours, le titulaire du CFAPSE doit être recyclé tous les trois ans, le recyclage ayant pour objet la révision des techniques, l'actualisation des connaissances et, le cas échéant, l'assimilation des nouvelles techniques. Pour ce qui est des postes de secours associatifs, s'il s'agit d'un poste découlant d'une convention avec l'organisateur et dans l'organisation duquel les autorités publiques n'interviennent pas, les titulaires du CFAPSE à jour de leur recyclage doivent constituer au moins la moitié de l'effectif.
Le programme du CFAPSE est le suivant : E1 (l'équipe de secouristes), E2 (bilan), E3 (dégagements d'urgence), E4 (relevages), E5 (brancardage), E6 (hémorragies, plaies, brûlures), E7 (libération des voies aériennes), E8 (ventilation artificielle avec matériel), E9 (oxygénothérapie, massage cardiaque externe), E10 (immobilisations).
En 1999, les secouristes titulaires de l'AFCPSAM ou du CFAPSE et à jour de leur recyclage sont autorisés, après formation de 8 h, à utiliser un défibrillateur semi-automatique (DSA) ; les secouristes doivent suivre un recyclage annuel de 4 h. La formation au DSA est sanctionnée par la délivrance de l'attestation de formation (AFUDSA) ; le contenu de la formation est décrit dans un guide national de référence (GNR), téléchargeable gratuitement sur le site du ministère de l'Intérieur qui en autorise la reproduction. Ce GNR vaut mise à jour de la section E9 des fiches pédagogiques et techniques du CFAPSE, mais celles-ci restent inchangées.
Plusieurs changements interviennent dans les années 2000–2001 :
- le recyclage est remplacé par une formation continue (FC), de 6 h par an, la totalité du programme devant être vu en 5 ans ; la mise en place est progressive et se termine en 2003 ;
- les postes de secours, appelés dispositifs préventifs de secours (DPS), ne peuvent plus être assurés que par des titulaires du CFAPSE à jour de leur formation continue ;
- une nouvelle notion apparaît, celle de point d'alerte et de premiers secours (PAPS), qui doit comporter au moins un titulaire du CFAPSE à jour de sa formation continues et un secouriste au moins titulaire de l'AFCPSAM ; le titulaire de l'AFCPSAM est alors appelé « sauveteur qualifié » tandis que le titulaire du CFAPSE est appelé « secouriste »
- la formation à l'utilisation du DSA est intégré à l'AFCPSAM et au CFAPSE, et à la formation continue du CFAPSE.

À partir de 2003, les moniteurs, pour pouvoir enseigner l'AFCPSAM et le CFAPSE, doivent avoir suivi un module de pédagogie appliquée à la formation à enseigner, dispensé sous la responsabilité de l'organisme habilité ou de l'association agréée (arrêté du 22 octobre).

##### Réforme de 2007
À partir de 2007, l'AFPS devient l'unité de formation « prévention et secours civiques de niveau 1 » (PSC1). L'AFCPSAM est remplacée par l'unité de formation « premiers secours en équipe de niveau 1 » (PSE1) et le CFAPSE est remplacé par l'unité de formation « premiers secours en équipe de niveau 2 » (PSE2). Le détenteur du PSE1 est appelé « secouriste » (au lieu de sauveteur qualifié) et le détenteur du PSE2 est appelé « équipier secouriste ». Les référentiels nationaux de formation (RN) sont diffusés à partir de 2006 afin de permettre la formation des moniteurs. Ils sont téléchargeables gratuitement sur le site du ministère de l'Intérieur, qui en autorise la reproduction (4 fichiers pour un total de 584 page A4). Il n'y a plus de prérequis pour le PSE1 (on peut passer le PSE1 sans avoir le PSC1).
Pour pouvoir enseigner les PSE1 et 2, le moniteur doit être titulaire des unités d'enseignement « pédagogie initiale commune de niveau 2 » (PIC2, équivalent du BNMPS) et « pédagogie appliquée aux emplois/activités de niveau 1 » (PAE1, remplace le module de pédagogie appliquée). L'organisation des formations de 2007 fait bien la distinction entre les formations grand public (prévention et secours civiques, PSC), les formations sur les lieux de travail (prévention et secours au travail, PST ; la base du PST étant cependant le PSC1), les formations à destination des secouristes bénévoles et sapeurs-pompiers (premiers secours en équipe, PSE) et les formations à destination du personnel travaillant dans les établissements sanitaires et médicaux-sociaux (attestations de formation aux gestes et soins d'urgence, AFGSU). En novembre 2017, dans le cadre de la loi « travail » no 2016-1088 du 8 août 2016, quinze certifications sont intégrées dans le dispositif du compte personnel d'activité (CPA) par la Commission nationale de certifications professionnelles (CNCP, commissions des 16 octobre 2016, 24 mars, 5 mai et 7 juillet 2017) :
1. Prévention secours civiques de niveau 1 (PSC1), devenu Premiers secours citoyen en 2024
2. Premiers secours en équipe de niveau 1 (PSE1)
3. Premiers secours en équipe de niveau 2 (PSE2)
4. Certificat de compétences de formateur en prévention et secours civiques
5. Pisteur secouriste option ski alpin premier degré
6. Pisteur Secouriste option ski alpin, 2e degré
7. Pisteur Secouriste du 3e degré option ski alpin ou nordique
8. Pédagogie appliqué à l’emploi de formateur aux premiers secours (PAE FPS)
9. Pisteur secouriste option ski nordique premier degré
10. Pisteur secouriste option ski nordique 2e degré
11. Certificat de compétences de formateur de formateurs en sécurité civile
12. Conception et encadrement d’une action de formation (CEAF) en sécurité civile
13. Certificat de compétences de surveillant-sauveteur aquatique en eaux intérieures
14. Certificat de compétences de surveillant-sauveteur aquatique sur le littoral
15. Certificat de compétences de formateur au sauvetage aquatique en milieu naturel

#### Actuellement
Les formations de secouriste permettent d'effectuer du secours à personne dans un cadre règlementé (surveillance de plage ou de piscine, poste de secours bénévole, sapeur-pompier, participation à des plans d'urgence…).

##### Gestes qui sauvent (GQS)
Alors que plusieurs associations agréées de sécurité civile proposaient déjà des initiations courtes aux premiers secours, un arrêté du 30 juin 2017 institue une formation courte, dite sensibilisation aux « gestes qui sauvent » (GQS), reconnue par l'État. Cette formation est d'une durée de 2 heures, s'adresse à tout public sans prérequis, à partir de 10 ans. Le taux d'encadrement est fixé à 1 formateur pour 15 stagiaires maximum.
La formation est axée sur les points suivants : assurer la protection, la transmission d'une alerte, les gestes de secours d'urgence pour une hémorragie externe, une personne inconsciente, et une personne en arrêt cardiaque.

##### Premiers secours citoyen (PSC)
La formation « Premiers secours citoyen » est la formation au secourisme grand public de référence. Elle est ouverte à tous à partir de 10 ans (sans prérequis), d'une durée minimale de 7 heures — et parfois couplée, selon les associations, avec un module supplémentaire de prévention des risques. Elle donne une équivalence au Brevet européen des premiers secours (BEPS).
La formation PSC peut également être délivrée sous une formation hybride, avec une phase d’apprentissage en e-learning, et une phase en présentiel de 4 h, afin de mettre en pratique les gestes de premiers secours appris dans la phase distancielle,. Par ailleurs, la formation PSC est ouverte aux personnes en situation de handicap.

##### Sauveteur secouriste du travail (SST)
Un sauveteur secouriste du travail (SST) est un salarié, dont le rôle est de porter les premiers secours à toute victime d'un accident du travail ou d'un malaise, et d’être acteur de la prévention. Il s'agit d'une délégation de l'employeur en matière d'hygiène et sécurité du travail.
La formation de sauveteur secouriste du travail (SST) est sous l'égide du ministère du Travail (INRS). La formation initiale SST a une durée minimale de 14 heures, et donne l'équivalence à la formation « Premiers secours citoyen » (PSC) du ministère de l’Intérieur. Le sauveteur secouriste du travail doit maintenir ses compétences à jour, par un recyclage d'une durée de 7 heures tous les 2 ans.

##### Premiers secours en équipe de niveau 1 (PSE 1)
Anciennement Attestation de formation complémentaire aux premiers secours avec matériel (AFCPSAM) : savoir se servir du matériel de secourisme : ventilation artificielle avec un masque (ou un embout buccal) et un ballon auto-remplisseur, aspiration des mucosités (liquides pouvant gêner la respiration d'une personne inconsciente), administration d'oxygène, pose de collier cervical, mise en œuvre d'un défibrillateur automatisé externe (DAE), pose de pansement compressif, etc. Le PSE 1 dure entre 35 et 40 heures en fonction de l'organisme où la formation est effectuée et représente le premier niveau de formation des secouristes, bénévoles ou non. Le diplôme PSE1 est valable pour une durée de un an (jusqu'au 31 décembre de l'année n+1), prolongeable via formation continue (anciennement recyclage) annuelle, durant 7 h.
Selon le référentiel national (RN), le rôle du secouriste est lorsqu'il agit seul : d'assurer la sécurité individuelle et collective ; d'examiner la victime ; d'alerter les secours appropriés ; de réaliser les gestes de secours nécessaires et possibles ; et de surveiller la ou les victimes dans l’attente des secours. Lorsqu'il agit en équipe et avec du matériel, il se doit : d'évoluer dans le cadre juridique applicable à son action de secours et dans le respect des procédures définies par son autorité d'emploi ; d'assurer une protection immédiate ; adaptée et permanente (pour lui-même, la victime et les autres personnes des dangers environnants) ; de réaliser un bilan et d'assurer sa transmission aux services appropriés ; de réaliser les gestes de premiers secours face à une personne (victime d'une obstruction des voies aériennes, d'un saignement abondant, ayant perdu connaissance, en arrêt cardiaque, en détresse respiratoire, circulatoire ou neurologique, présentant un malaise, ou présentant un traumatisme des membres ou de la peau) ; d'assister des équipiers secouristes (lors de manœuvres d'immobilisation, de relevage ou de brancardage) ; et d'adapter son comportement à la situation ou à l'état de la victime.

##### Premiers secours en équipe de niveau 2 (PSE 2)
Anciennement Certificat de formation aux activités de premiers secours en équipe (CFAPSE), c'est le diplôme d'équipier secouriste, celui qui permet d'intégrer une équipe (secouriste bénévole ou sapeur-pompier), de participer au secours à victime dans un plan d'urgence ou de diriger un binôme sur un poste de secours. Il faut être titulaire du PSE 1 et avoir 16 ans minimum ; le programme comprend une formation de 28 heures comprenant notamment les notions d'immobilisation, de relevage, de brancardage, et de prise en charge de personne souffrante psychologiquement,,.
Selon le référentiel national de compétences de sécurité civile : « L'équipier secouriste est une personne formée, entraînée et expérimentée capable de prendre en charge une ou plusieurs victimes »,. Ce référentiel national, par arrêté du 19 janvier 2015, détermine les compétences de l'équipier secouriste suivantes :
Prendre en charge une atteintes liée aux circonstances
- personne victime d’une morsure ou d’une piqûre ;
- personne victime d’un accident électrique ;
- personne victime d’une intoxication ;
- personne victime d’un effet de souffle (Blast) ;
- personne victime d’une compression prolongée des muscles ;
- personne victime d’une exposition prolongée à la chaleur ;
- personne victime d’un accident dû au froid ;
- personne victime d’une pendaison ;

Prendre en charge une atteinte spécifique
- victime qui présente une crise convulsive ;
- diabétique qui présente un malaise ;
- personne qui présente une crise d’asthme ;
- personne victime d’une réaction allergique ;
- femme enceinte ;

Prendre en charge une souffrance psychique et un comportement inhabituel.
L'équipier secouriste est également en capacité d'immobiliser le rachis, d'effectuer le relevage, le brancardage et le transport d'une victime. De plus, il est capable d'intervenir dans une situation avec de multiples victimes.

##### Autres formations
- Brevet national de sécurité et de sauvetage aquatique (BNSSA) : permet d'effectuer la surveillance de plages ainsi que des piscines (dans certaines conditions) ; elle contient des épreuves sportives (natation, apnée), de sauvetage (remonter un mannequin, savoir maîtriser une personne qui panique) et de premiers secours. Le prérequis est le PSE 1.
- Diplôme d'État d'ambulancier (DEA), anciennement Certificat de capacité d'ambulancier (CCA) :

Formation de 18 semaines soit 630 heures de formation dont 455 de formation théorique à l'école (13 semaines) et 175 heures de stages (5 semaines).
Formation en institut théorique et pratique
- Module 1 : dans toute situation d'urgence, assurer les gestes adaptés à l'état du patient ; 3 semaines (105 heures).
- Module 2 : apprécier l'état clinique d'un patient ; 2 semaines (70 heures).
- Module 3 : respecter les règles d'hygiène et participer à la prévention de la transmission des infections ; 1 semaine (35 heures).
- Module 4 : utiliser les techniques préventives de manutention et les règles de sécurité pour l'installation et la mobilisation (cf. note 1) des patients ; 2 semaines (70 heures).
- Module 5 : établir une communication adaptée au patient et à son entourage ; 2 semaines (70 heures).
- Module 6 : assurer la sécurité du transport sanitaire ; 1 semaine (35 heures).
- Module 7 : rechercher, traiter et transmettre les informations pour assurer la continuité des soins ; 1 semaine (35 heures).
- Module 8 : organiser les activités professionnelles dans le respect des règles et des valeurs de la profession ; 1 semaine (35 heures)

Stages sur 5 semaines
- Service de court ou moyen séjour : personnes âgées ou handicapées, pédiatrie ou rééducation fonctionnelle : 1 semaine
- Services d'urgence : 1 semaine
- SAMU ou SMUR avec passage en salle d'accouchement 1 semaine
- Entreprise de transport sanitaire : 2 semaines

Soit par module :
- Module 1 : 2 semaines
- Module 2 : 1 semaine
- Module 4 : 1 semaine
- Module 6 : 1 semaine

Pour les sapeurs-pompiers, les formations de secours à personne (SAP) s'ajoutent au PSE 2.
Pour les navigateurs à la voile, deux formations françaises permettent depuis 2013 de valider les niveaux internationaux des stages survie ISAF : le brevet de Premiers secours mer (PSMer) qui remplace le brevet PSC1 avec un contenu adapté à l'environnement marin (noyade, hypothermie…). Pour le niveau 2, la Formation médicale hauturière (FMH) adaptée aux conditions prolongées d'éloignement (hygiène, pathologie infectieuse, soins infirmiers…),

#### Modules «Secours à personne» des sapeurs-pompiers
Le PSE2 (et auparavant le CFAPSE) et le DSR[Quoi ?] font partie de la formation initiale du sapeur-pompier. Cette formation est complétée par des modules de secours à personne (SAP) : SAP1, SAP2 et SAP3.
Avant 2007, ces modules comprenaient une formation à l'anatomie, ainsi que des gestes complémentaires comme la prise de pression, l'oxymétrie… Un certain nombre de ces notions sont maintenant incluses dans les PSE1 et 2. Depuis 2007, le module SAP 1 comprend une formation au risque routier : identification des matières dangereuses, prise en charge des polytraumatisés, évacuation d'une victime de son véhicule (hors désincarcération), etc. Il dure 28 h. Le SAP2 est destiné aux chefs d'agrès et dure 17 h ; le SAP3 est supprimé.
À la brigade de sapeurs-pompiers de Paris (BSPP), la formation complémentaire s'appelle le BSPP 200.2 (« deux cents point deux »).